# Benoît Glaude
Benoît Glaude, né le 26 janvier 1984, est un théoricien, essayiste, enseignant, et chroniqueur de bande dessinée belge.

## Biographie
Benoît Glaude naît le 26 janvier 1984. En 2015, il soutient sa thèse à l'UCLouvain en Langues et Lettres consacrée à la bande dessinée. 
Il est chargé de recherche du FNRS et chargé de cours invité à l’UCLouvain. docteur en langues et lettres, il poursuit ses recherches sur les novélisations de bande dessinée, à la suite de sa thèse sur les interactions verbales dans la bande dessinée (La Bande dialoguée, publiée aux Presses universitaires François-Rabelais en 2019) et d’un essai consacré à la collection contemporaine de romans graphiques « Aire libre » : « Aire libre », art libre ? publié par les Éditions Academia en 2011. 
Il coécrit avec Philippe Delisle une monographie sur Joseph Gillain : Jijé, l’autre père de la BD franco-belge, publiée aux éditions PLG en 2019. 
En 2020, il réalise un deuxième postdoctorat à l’Université de Gand, en menant ses recherches – consacrées aux médiations littéraires de la bande dessinée, adaptée en romans, audiolivres, romans pour la jeunesse, etc. – à travers une importante collection de magazines de bande dessinée acquise par l’UGent. Il travaille au sein du projet Comics dirigé par Maaheen Ahmed à la Faculté des arts et philosophie, département littérature comparée,.
Il publie un volume collectif sur les novélisations pour la jeunesse en 2020. Il publie aussi d’autres ouvrages sur le même thème, dont Comics and novelization : A Literary History of Bandes Dessinées publié par Routledge en 2023. Il sort Écouter la bande dessinée publié par Les Impressions nouvelles en 2024. Un ouvrage qui selon Sylvain Lesage : « ouvre une perspective inédite et passionnante sur la dimension multisensorielle et intermédiatique de la bande dessinée ».   
Il publie des articles sur les relations intermédiatiques entre bande dessinée et littérature, bande dessinée et son, sur la narratologie de la bande dessinée, ainsi que sur la circulation des histoires en images, notamment dans Neuvième Art 2.0, Belphégor, Image [&] Narrative, Les Lettres romanes, Le Magasin du XIXe siècle, Authorship, European Comic Art et European Journal of Popular Culture. On retrouve sa signature occasionnellement dans Les Cahiers de la bande dessinée.  Il est contributeur à Comicalités.
Il est également membre du groupe ACME.

## Publications

### Revues
Sélection d'articles
- Benoît Glaude, « Comment faire parler le Belge ? Jean-Philippe Stassen au cœur des ténèbres rwandaises », Outre-mers, Société française d'histoire des outre-mers, vol. 2, nos 392-393,‎ 2016, p. 187-207 (ISSN 1631-0438, DOI 10.3917/om.162.0187).
- Benoît Glaude, « La novellisation dans le réseau intermédiatique du Petit Nicolas », Belphégor. Littératures populaires et culture médiatique, nos 16-1,‎ 2018 (e-ISSN 1499-7185, DOI 10.4000/belphegor.1074, lire en ligne).
- Benoît Glaude, « Compte rendu de l’ouvrage L’Engendrement des images en bande dessinée dirigé par Henri Garric », Les Lettres Romanes, Turnhout, Brepols, vol. 72, nos 1-2,‎ 2018, p. 195-201 (ISSN 0024-1415, hdl 2078.1/203632).
- Benoît Glaude, « Les fictions policières de Jean Doisy dans les années 1930 et 1940 », Textyles. Revue des lettres belges de langue française, no 54,‎ 15 mars 2019, p. 171–192 (ISSN 0776-0116, DOI 10.4000/textyles.3164, lire en ligne, consulté le 20 avril 2025).
- Benoît Glaude, « (À Suivre), Archives d'une revue culte: les bonnes feuilles des Cahiers : Pourquoi le roman graphique est-il à la mode ? », Les Cahiers de la bande dessinée, no 7,‎ 17 avril 2019 (ISBN 9791096119202, hdl 2078.1/226889).
- Benoît Glaude, « Un théâtre de papier : Jacobs dialoguiste du Secret de l’Espadon », Les Amis de Jacobs, Angoulême, vol. 27-28,‎ 2020, p. 66-76 (ISSN 1950-4632, hdl 2078.1/251908).
- (nl) Benoît Glaude (trad. Eva Van de Wiele), « Stoppeltje: grote vragen zijn niet voorbehouden aan grote lezers » [« Petit Poilu : les grandes questions ne sont pas réservées aux grands lecteurs »], Stripgids,‎ 2021 (ISSN 1783-4287, hdl 2078.1/257771, lire en ligne).
- Benoît Glaude, « Un nouvel essor sonore de la bande dessinée en France (2019-2023) : Entretiens croisés avec Antoni Fournier, Valérie Lévy-Soussan, Jean-Jacques Quinet et Clément Rivière », Comicalités,‎ 2024 (DOI 10.4000/12w6z, lire en ligne, consulté le 20 avril 2025).

### Ouvrages
- Benoît Glaude, « Aire libre », art libre ? : étude de la narration dans le champ de la bande dessinée franco-belge contemporaine, Louvain-la-Neuve, Éditions Academia, coll. « Texte-Image » (no 7), 2011, 185 p., ill. ; 24 cm (ISBN 978-2-8061-0017-7).
- Benoît Glaude, La Bande dialoguée : Une histoire des dialogues de bande dessinée (1830-1960), Tours, Presses universitaires François-Rabelais, 14 mars 2019, 391 p., ill. ; 21 cm (ISBN 9782869066984).
- Philippe Delisle et Benoît Glaude, Jijé - L'autre père de la bd franco-belge[11],[12], Montrouge, PLG, coll. « Mémoire vive », 23 mai 2019, 180 p. (ISBN 978-2-917837-33-7, présentation en ligne)
- Laurent Déom (dir.) et Benoît Glaude (dir.), Les novellisations pour la jeunesse : nouvelles perspectives transmédiatiques sur le roman pour la jeunesse, Louvain-la-Neuve, Éditions Academia/L'Harmatan, coll. « Texte-Image » (no 9), 2020, 328 p., ill. ; 24 cm (ISBN 978-2-8061-0516-5)Contributions issues du colloque organisé en mai 2018 à Louvain-la-Neuve.
- (en) Benoît Glaude, Comics and novelization : a literary history of Bandes dessinées, New-York, Routledge, coll. « Routledge interdisciplinary perspectives on literature », 2023, 205 p., ill. ; 24 cm (ISBN 9781032436647 et 1032436646).
- Benoît Glaude, Écouter la bande dessinée[13], Bruxelles, Les Impressions nouvelles, 2024, 248 p., ill. ; 21 cm (ISBN 9782390701354).

### Parties d'ouvrages
- Benoît Glaude, « Cubitus, la voix de son maître », dans Éric Baratay et Philippe Delisle, Milou, Idéfix et Cie : Le chien en BD, Paris, Éditions Karthala, coll. « Esprit BD », 2012, 304 p. (ISBN 9782811107697, DOI 10.3917/kart.delis.2012.01.0247), p. 247-268.
- Benoît Glaude, « Les gros mots de la Grande Guerre, des Pieds Nickelés au roman parlant », dans Jean-Louis Tilleuil et Louis Vandecasteele (dir.), 14-18 En bande dessinée et en littérature de jeunesse : Temps et enjeux d'une thématique guerrière, Namur, Presses universitaires de Namur, coll. « Histoire, art et archéologie », 2018, 254 p., ill. ; 26 cm (ISBN 9782870378908, hdl 2078.1/170255), p. 69-88.
- Benoît Glaude, « Franquin dialoguiste de Spirou et Fantasio : entre la tradition de Jijé et l’innovation avec Greg », dans Gert Meesters (dir.), Frédéric Paques (dir.), David Vrydaghs (dir.), Spirou et Fantasio : Le dynamisme d'une série de bande-dessinée : Les métamorphoses de Spirou, Liège, Presses universitaires de Liège, coll. « ACME », 10 avril 2019, 262 p. (ISBN 9782875621726 et 2875621726, hdl 2078.1/170886), p. 95-110.
- Benoît Glaude, « Le Chat de Philippe Geluck : naître ou ne pas naître héros de BD », dans Philippe Delisle, Chats en cases : entre histoire de la BD et histoire de l'animal, Paris, Éditions Karthala, coll. « Esprit BD », 20 mai 2021, 278 p. (ISBN 9782811128791, DOI 10.3917/kart.delis.2021.01.0251), p. 251-278.
- Benoît Glaude et Philippe Delisle, « Hergé fut-il le père de l’école de Marcinelle ? », dans Michel Porret, Fabrice Preyat, Olivier Roche et Jean-Louis Tilleuil (dir.), Tintin aujourd’hui. Images et imaginaires, Chêne-Bourg, Georg éditeur, coll. « L’Équinoxe », 11 juin 2021, 278 p. (ISBN 9782825712443, hdl 2078.1/210264), p. 251-270Actes du colloque international Tintin au XXIe siècle : territoires et temporalités qui s'est déroulé à l'UCLouvain et au musée Hergé du 17 au 20 mai 2017.
- (en) Benoît Glaude, « The ambivalence of girlhood and motherhood in a girl-and-her-dog comics series : Margot et Oscar Pluche / Sac à puces », dans Dona Pursall, Eva Van de Wiele, Sugar, Spice, and the Not So Nice Comics Picturing Girlhood, Louvain, Leuven University Press, coll. « Studies in European Comics and Graphic Novels », 2023, 251 p. (ISBN 9789461664976), p. 209-221.
- Benoît Glaude, « À la recherche du scénario perdu : quand la bédéphilie refabrique la bande dessinée », dans Pascal Robert, La Fabrique de la bande dessinée : Perspectives sociologiques et sociosémiotique sur la bande dessinée, Paris, Hermann, 2023, 296 p. (ISBN 9791037029539), p. 209-221.
- Benoît Glaude, « Autour de Pierre Bailly : expériences d’engagement dans la bande dessinée enfantine », dans Fabrice Preyat et Jean-Louis Tilleuil (dir.), Bande dessinée et engagement, Bruxelles, Peter Lang, 26 juin 2024 (1re éd. 2020), 402 p. (ISBN 9782807604780, hdl 2078.1/170253).

### Catalogues d'exposition
- Jean-Claude Servais - Au-delà du trait[14], Éditions du Musée en Piconrue, Bastogne, octobre 2019
Scénario : Thierry Bellefroid, Luc Courtois, Albert Moxhet, Benoît Glaude, et al. - Dessin : Jean-Claude Servais - Couleurs : Raives -  (ISBN 978-2-930875-05-7)Catalogue de l'exposition Jean-Claude Servais - Au-delà du trait au Musée de la Grande Ardenne à Bastogne du 12 octobre 2019 au 18 avril 2021. Préface : Thierry Bellefroid.

### Vidéographie
- [vidéo] « La bande dialoguée : une histoire des dialogues de bande dessinée, 1830-1960 », sur YouTube, 25 septembre 2020.